# Madoogali
Madoogali (ou Maadoogali) est une petite île inhabitée des Maldives. L'île fut habitée jusqu'en 1943, date à laquelle ses habitants furent relocalisés à Mandhoo. Son nom signifie « île formée par des portions de blocs de coraux » en divehi. Il s'agit désormais d'une des nombreuses îles-hôtel des Maldives, actuellement le Madoogali Tourist Resort.

## Géographie
Madoogali est située dans le centre des Maldives, au Nord-Ouest de l'atoll Ari, dans la subdivision de Alif Alif. 